# Коста де Нобили
Коста де Нобили (итал. Costa de' Nobili) је насеље у Италији у округу Павија, региону Ломбардија.
Према процени из 2011. у насељу је живело 297 становника. Насеље се налази на надморској висини од 64 м.

## Становништво
| 1936. | 1951. | 1961. | 1971. | 1981. | 1991. | 2001. | 2011. |
| ----- | ----- | ----- | ----- | ----- | ----- | ----- | ----- |
| 893   | 728   | 620   | 488   | 441   | 395   | 370   | 351   |